# Надія-ДЮСШ (Гребінка)
«Надія-ДЮСШ»  — український жіночий футзальний клуб з міста Гребінка Полтавської області, у центральній частині країни. У 2007—2009 та 2013—2015 році виступав у Вищій лізі України з футзалу.

## Історія
Футзальний клуб Надія-ДЮСШ засновано 10 липня 2001 року в м. Гребінка під назвою ДЮСШ. Спочатку команда брала участь в юніорських турнірах. У сезоні 2007/08 року команда увійшла до футзальної Вищої ліги України, де посів шосте місце. У наступному сезоні, 2008/09 років, команда знову виступила на найвищому рівні. Після чотирирічної перерви в сезоні 2013/14 років знову стартував у Вищій лізі, де став восьмим. У сезоні 2014/15 років займав останню сьому позицію. Але потім відмовився від подальших виступів у чемпіонаті та почав виступати на юніорських турнірах.

## Клубні кольори, форма, герб, гімн
| Білий | Синій |

Клубні кольори — білий та синій. Футзалістки зазвичай грають свої домашні матчі в синіх майках, синіх шортах і синіх шкарпетках.

## Досягнення
- Вища ліга України
  - 6-те місце (1): 2007/08

## Структура клубу

### Зала
Свої матчі команда проводить у залі СК «Гребінка», який знаходиться в провулку Спортивний у Гребінці.

### Інші секції
Окрім основної команди в клубі функціонує дівоча та дитяча команда, яка виступає в міських турнірах.

### Дербі
- ПЗМС (Полтава)